# Arthur MacArthur, Jr.
Arthur MacArthur, Jr. (Springfield, Massachusetts; 2 de junio de 1845 - Milwaukee, Wisconsin; 5 de septiembre de 1912) fue un militar estadounidense de rango Teniente general. 
Nació el 2 de junio de 1845, en Springfield, Massachusetts. Fue hijo del jurista y político Arthur MacArthur, Sr.
Participó en la Guerra de Secesión estadounidense, obteniendo altos honores por heroísmo; fue general en la guerra hispano-estadounidense en Filipinas y alcanzó el grado de teniente general del Ejército Estadounidense. Fue condecorado con la Medalla de Honor.
Posteriormente ocupó el cargo de gobernador de las Filipinas. 
Además, fue el padre del general Douglas MacArthur, fruto de su matrimonio con Mary Pinkney Hardy MacArthur.
Murió el 5 de septiembre de 1912, en Milwaukee, Wisconsin.